# Watban Ibrahim al-Tikriti
Watban Ibrahim al-Tikriti' (en árabe, وطبان إبراهيم الناصري) (1952 – 13 de agosto de 2015) fue un político iraquí que ocupóel cargo de Ministro del Interior. Era hermanastro de Saddam Hussein y hermano de Barzan al-Tikriti. Fue capturado por la Autoridad Provisional de la Coalición el 13 de abril de 2003 mientras intenta huir a Siria. Murió por un ataque al corazón en 2015.
Como hermanastro de Saddam, Ibrahim formaba parte del círculo cercano al dictador, por lo que también ocupó varios roles de alto perfil en el aparato de seguridad. Entre esas funciones, tomó paerte en la Operación al-Anfal contra los kurdos en el norte de Irak. Ocupó el cargo de Ministro de Interior en 1991, y fue acusado de haber somietiado a la detencion, tortura y muerte de centenares de prisioneros. Algunas de esas ejecuciones fueron grabadas y custodiados por el mimsoMinisterio del Interior. Como monistro, Ibrahim también estuvo involucrado en las revueltas en Irak de 1991, concretammente la de los suburbios de Bagdad de Thawra, Shu'la, Hurriya' Bayya', la localidad de Yousiffiya y los distritos de Mahmoudiyah. El gobierno aplastó estos levantamientos con ejecuciones masivas.
Ibrahim fue miembro del Partido Baaz. A pesar de sus fuciones notables, nunca creyó ser de la confianza del mismo Saddam. En 1995, fue herido en su pierna a causa de unos disparos de Uday Hussein, el hermano mayor de Saddam, según los informes, durante una discusión sobre la creciente popularidad de Ibrahim entre los iraquíes. Según los informes, perdió su pierna, genitales y parte de su estómago como resultado. Después del incidente, Saddam ordenó a Ibrahim a una posición de relativa oscuridad en Tikrit.
Después de la invasión de Irak de 1003 por la fuerza multinacional, Ibrahim fue el cinco de tréboles de la baraja de cartas de Los más buscados de Irak. Fue capturado el 13 de abril de 2003, cuando intentaba huir a Siria.
El 11 de marzo de 2009, Ibrahim fue sentenciado a muerte por ahorcamiento por su actuación en la ejecución en 42 mercaderes acusados de manipular el precio de los alimentos.
En la mañana del 14 de julio de 2011, Estados Unidos entregó a Ibrahim a las autoridades iraquíes, esperando que fuera ejecutado en el plazo de un mes. A pesar de ello, permaneció en prisión hasta su muerte por causa naturales el 13 de agosto de 2015.